# Дівчина не промах
Дівчина не промах (англ. Nobody's Fool) — американська мелодрама 1986 року.

## Сюжет
Кессі має жалюгідну роботу в барі, вона самотня і пригнічена. Приятель Кессі залишив її, коли вона повідомила його, що вагітна. Після кількох невдалих спроб самогубства вона віддає дитину на усиновлення, але потім жалкує про це. Коли театральна група з Лос-Анджелеса приїжджае до маленького містечка, Кессі зустрічає техніка Райлі. Він починає залицятися до неї. Кессі дуже сильно закохуєтьсял у Райлі, але все ще має почуття до колишнього друга Біллі.

## У ролях
| Актор              | Роль        |
| ------------------ | ----------- |
| Розанна Аркетт     | Кессі       |
| Ерік Робертс       | Райлі       |
| Мер Віннінгхем     | Пет         |
| Джим Янгс          | Біллі       |
| Луїза Флетчер      | Перл        |
| Гвен Веллс         | Ширлі       |
| Стівен Тоболовскі  | Кірк        |
| Чарлі Барнетт      | Нік         |
| Дж.Дж. Гарді       | Ральфі      |
| Вільям Стайс       | Френк       |
| Беліта Морено      | Джейн       |
| Льюїс Аркетт       | містер Фрай |
| Ронні Клер Едвардс | Бінго       |
| Енн Гірн           | Лінда       |
| Скотт Розенсвейг   | Вінстон     |
| Челі Енн Чю        | Пріссі Лі   |
| Шила Пейдж         | місіс Кейн  |
| Альма Белтран      | Дженнієва   |
| Бадж Трелкелд      | Генк        |
| Ліза ДеБеннедетті  | Трейсі      |